# یوروسیتی

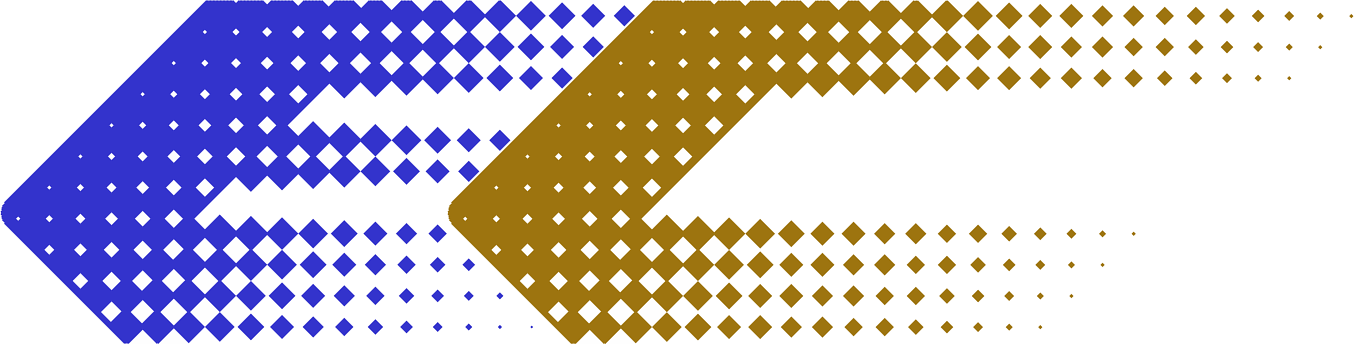
نماد یوروسیتی

شبکه یوروسیتی در سال ۲۰۱۰

یوروسیتی (انگلیسی: EuroCity) یک سیستم قطار تندرو در اروپا است.
این خط راه‌آهن در سال ۱۹۸۷ میلادی با سرویس‌دهی به ۲۰۰ شهر در ۱۳ کشور اتحادیه اروپا راه‌اندازی شده است، هم‌اکنون کشورهای آلمان، اتریش، جمهوری چک، اسلواکی، ایتالیا، سوئیس، بلژیک، لوکزامبورگ، فرانسه، لهستان، مجارستان، دانمارک، صربستان، اسلوونی و کرواسی به شبکه ریلی متصل هستند.